# Albert Nolla Cabellos
Albert Nolla Cabellos   (Reus, 1974) és un traductor de japonès i anglès i professor universitari català. El 1996 es va llicenciar en Traducció i Interpretació per la UAB, el 1999 va obtenir el diploma de llengua japonesa a la Universitat Sophia de Tòquio i un any més tard el Màster en Estudis Japonesos Avançats de la Universitat de Sheffield. A partir d'aquí es va dedicar a la traducció de manera professional del japonès i de l'anglès al català, tant per editorials, institucions o estudis de doblatge. A més, és professor de Traducció i Interpretació a la UAB i ha escrit diversos materials per a la UOC. El 2005 va rebre el Premi Ciutat de Barcelona de traducció al català per la traducció de Tòquio blues de Haruki Murakami i el 2008 el IX premi Vidal Alcover per la traducció dels Contes de Ryūnosuke Akutagawa.
Entre els autors japonesos que ha traduït, figuren noms com Ryūnosuke Akutagawa, Yasunari Kawabata, Haruki Murakami, Ryû Murakami, Yôko Ôgawa, Natsume Sōseki, Jun'ichirō Tanizaki i Banana Yoshimoto.
Pel que fa a autors de llengua anglesa destaca especialment Paul Auster així com J. M. Coetzee, Dinaw Mengestu o V. S. Naipaul.

## Traduccions
- Hotel Iris [Hoteru airisu], Yōkō Ōgawa, març de 2003.[2]
- Tòquio Blues [Noruwei no mori], Haruki Murakami, 2005.[3]
- Elogi de l'ombra [In'ei raisan], Jun’ichirō Tanizaki, setembre de 2006.[4]
- Kafka a la platja [Umibe no kafuka], Haruki Murakami, novembre de 2006.[5]
- El gat que estimava els llibres, Sosuke Natsukawa, data 3 de març de 2022.[6]
- Li receptaré un gat. Syou Ishida, 2025[7]
- Retrats en jazz. Haruki Murakami. 2025[8]